# لوئیجی کاپانرا
لوئیجی کاپانرا (انگلیسی: Luigi Cappanera؛ زادهٔ ۶ فوریهٔ ۱۹۴۷) بازیکن فوتبال اهل ایتالیا است.
از باشگاه‌هایی که در آن بازی کرده‌است می‌توان به باشگاه فوتبال سمپدوریا، باشگاه فوتبال اسپتزیا، باشگاه فوتبال پیزا، و باشگاه فوتبال لچه اشاره کرد.